# Aude de Paris
Pour les articles homonymes, voir Aude.
Aude de Paris (ou Aulde, voire Odette) est une vierge consacrée et disciple de sainte Geneviève. Elle est fêtée le 18 novembre. Une localité de Seine-et-Marne porte son nom : Sainte-Aulde. 

## Hagiographie
Née dans ce village au Ve siècle, au temps de Clovis, roi des Francs. dans une famille de chrétiens fervents, Aude manifesta dès sa jeunesse un attrait pour la présence de Jésus dans le sacrement de l’Eucharistie.  
Une légende lui est attribuée qui dit qu'un jour elle manifesta un tel désir de se rendre à la messe au village voisin qu'elle réussit à marcher sur la Marne grâce à de grosses pierres qui apparurent miraculeusement sur son passage et qui servirent par la suite de bornes aux champs dont les propriétaires se disputaient les limites.  
Sensible à la sainteté de Geneviève et de Céline, elle décida de suivre la première qu'elle rencontra lors d'une venue à Meaux. C'est ainsi qu'elle s'installa à Paris au sein de sa communauté religieuse. La reine Clotilde considérait Geneviève et ses compagnes comme les « anges gardiens du royaume ». Sainte Geneviève mourut entre 502 et 512 et sainte Aude, sans doute quelques années après, un 18 novembre, date de sa fête. Sa tombe fut vénérée et placée près de celle de Geneviève dans la basilique royale où reposa Clovis consacrée aux saints Pierre et Paul située aujourd'hui sur la montagne Sainte-Geneviève dans le 5e arrondissement de Paris.
Le 18 août 1239, c'est avec sa châsse que les religieux de l'abbaye Sainte-Geneviève de Paris, lors de la présentation des corps saints et de leurs trésors, vinrent accueillir la Sainte Couronne d'épines que Saint Louis avait acheté et fait rapatrier.   
Avant d'être détruites avec la fermeture de l'abbaye durant la Révolution française, une partie de ses reliques furent obtenues par Jacques-Bénigne Bossuet, l'influent évêque de Meaux dont dépend la commune, pour concrétiser la vénération de la sainte dans son village natal. C'est le transfert de ces reliques, le 10 mai 1699, que l'on célébrait le deuxième dimanche de mai, choisi comme jour de fête patronale, et aujourd'hui, communale.

## Sainte Aude/Haude
Il y a doute sur le fait que sainte Haude de Trémazan et sainte Aude de Paris soient la même personne. Selon certaines sources, sainte Aude de Paris et sainte Haude de Trémazan seraient une seule et même personne, les reliques de sainte Haude de Trémazan ayant été transférées à Paris, à l'abbaye Sainte-Geneviève, lors des invasions normandes. Selon d'autres sources,, sainte Aude de Paris est bien une personne distincte, compagne de sainte Geneviève.